# Доктор на море
Доктор на море (англ. Doctor at Sea) — британская кинокомедия 1955 года про доктора Саймона Спэрроу, основанный на одноименном романе Ричарда Гордона 1953 года. Это была вторая картина из серии фильмов, продолжение под названием «Доктор на свободе» (англ. Doctor at Large) вышел в 1957 году. Другие фильмы из этой серии — «Доктор в доме», «Доктор в беде» и «Влюбленный доктор».
В главных ролях Дерк Богард и Брижит Бардо, это был её первый англоязычный фильм.

## Сюжет
Чтобы спастись от дочери своего работодателя, которая питает к нему чувства, доктор Саймон Спэрроу устраивается медработником на грузовое судно SS Lotus. Командует судном вспыльчивый и властный капитан Уэнтуорт Хогг.
Доктор постепенно преодолевает морскую болезнь и осваивается на борту. После прибытия в бразильский порт, где местная женщина требует у Спэрроу двести крузейро, он знакомится с Элен Кольбе, молодой француженкой, певицей ночного клуба.
Капитану Хоггу приказано взять в обратный путь двух пассажирок — Мюриэль Маллет, дочь председателя судоходной компании, и ее подругу Элен. Неженатого Хогга преследует Мюриэль, которая, заручившись поддержкой отца, обещает ему почти гарантированное повышение до коммодора, если он женится на ней.
Между доктором Спэрроу и Элен завязывается роман, но она отклоняет его предложение руки и сердца. Однако, когда они достигают порта назначения, Спэрроу узнает, что она получила телеграмму с предложением работы в Рио-де-Жанейро, куда, как он сказал ей, отправится его корабль в следующий рейс. Фильм заканчивается их объятием и поцелуем.

## В ролях
| Актёр                    | Роль                     |
| ------------------------ | ------------------------ |
| Дерк Богард              | Саймон Спэрроу           |
| Джеймс Робертсон Джастис | Уэнтуорт Хогг            |
| Бренда де Банзи          | Мюриэль Маллет           |
| Брижит Бардо             | Элен Кольбе              |
| Морис Денэм              | Стюард Истер             |
| Майкл Медуин             | Третий помощник Трейл    |
| Хьюберт Грегг            | Второй помощник Арчер    |
| Рэймонд Хантли           | Капитан Бимиш            |
| Джеффри Кин              | Старший помощник Хорнбим |
| Джордж Кулурис           | Судовой плотник          |
| Ноэл Пёрселл             | Корби                    |
| Джилл Адамс              | Джилл                    |
| Джоан Симс               | Венди                    |
| Сирил Чемберлен          | Уимбл                    |
| Токе Таунли              | Дженкинс                 |
| Томас Хиткот             | Уилсон                   |
| Юджин Декерс             | Начальник полиции        |
| Майкл Шепли              | Джилл                    |
| Феликс Фелтон            | Доктор Джордж Томас      |

## Приём
Фильм стал вторым по популярности в британском прокате в 1955 году, в том же году, когда вышли «Разрушители плотин» и «Светлое Рождество».
В 1956 году Ральф Томас утверждал, что она принесла прибыль в полмиллиона фунтов стерлингов.

### Реакция критиков
Variety упрекнула студию в перестраховке, написав, что «„Доктор в море“ не поднимается до высот смеха своего предшественника». Radio Times также сочла, что в ней «мало по-настоящему комичных происшествий, а действие на корабле ограничивает».
Однако, AllMovie пишет: «Зачастую более смешной, чем его предшественник, „Доктор в море“ доказал жизнеспособность серии „Доктор“».

## Награды и номинации
Николас Фиппс и Джек Дэвис в 1956 году были номинированы на Премию BAFTA за лучший сценарий для британского фильма.